# Aura (mythologie)
Pour les articles homonymes, voir Aura.
Dans la mythologie grecque, Aura (en grec ancien Αὔρα / Aura, « la brise » ou « le vent ») est la plus jeune Titanide, fille du Titan Lélantos (ou de Cybèle en confusion avec la nymphe Nicaia) et de l'Océanide Péribée. Elle était la personnification de la Brise et de l'Air frais du matin.

## Mythe

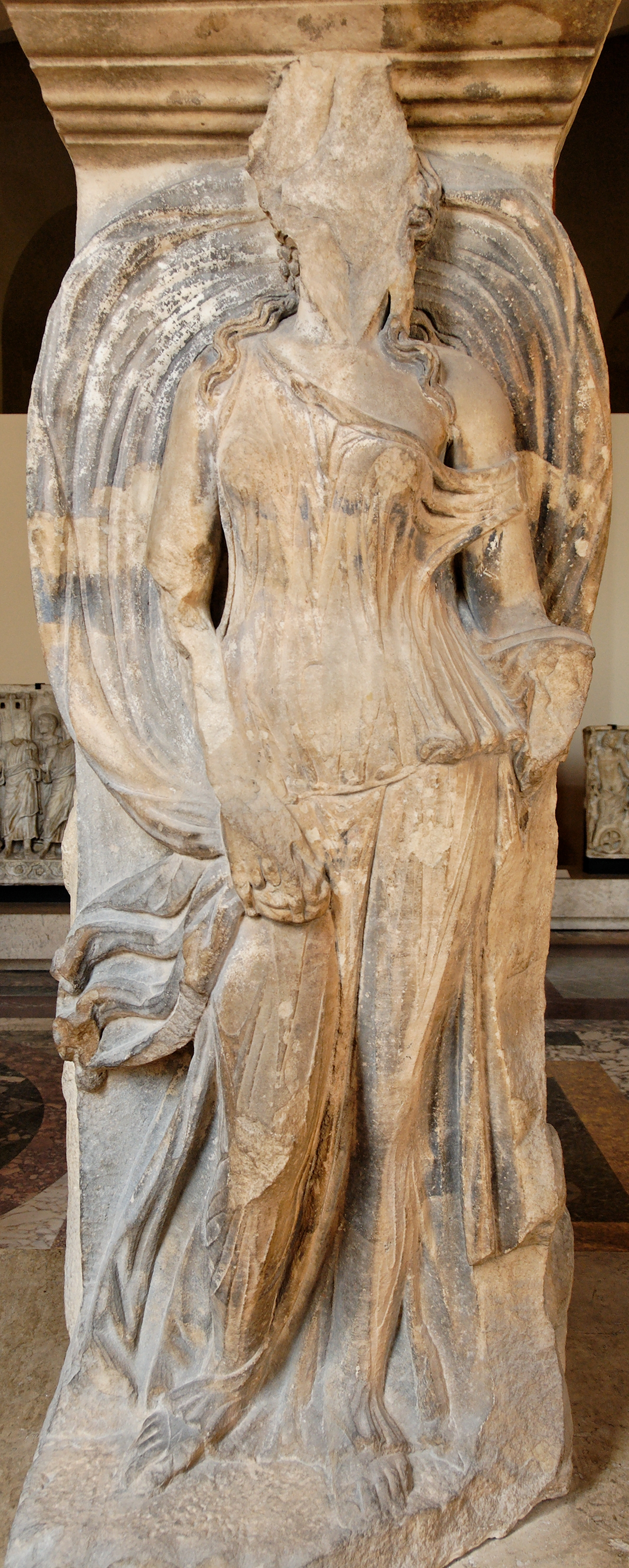
Aura (la Brise), face A d'une caryatide du portique dit « Las Incantadas ». Marbre, art grec, fin du IIe siècle ap. J.-C.-début du IIIe siècle ap. J.-C. Provenance : agora de Salonique, ancienne Thessalonique.

Compagne de la déesse Artémis, elle est une chasseresse très fière de sa virginité. Dans son hybris, elle osa comparer son corps à celui de la déesse, clamant que celle-ci possédait des formes trop féminines pour être réellement vierge.
Pour venger sa dignité, Artémis en appelle à la Némésis (le Châtiment). Pour punition, Aura est violée par Dionysos (ou selon d'autres versions, aimée de Dionysos mais le repoussant, Aphrodite, sur demande de celui-ci, lui inspire un amour fou pour le dieu). De cette union, vont naître des jumeaux. Devenue folle, dans sa fureur, elle devient une impitoyable tueuse d'hommes. Et à la naissance de ses jumeaux, Aura en déchire un en morceaux et le dévore tout entier, tandis qu'Artémis arrive à temps pour sauver le second, Iacchos, que Dionysos confie aussitôt à son ancienne maîtresse, la nymphe Nicée, une fille de Cybèle qu'il avait autrefois violentée et rendue mère. Les destins parallèles d'Aura et de Nicaia sont à l'origine de confusions tardives entre ces deux divinités. Aura se jette alors à la mer mais Zeus la transforme en un ruisseau (ou en une brise).

## Assimilation
Elle est généralement assimilée à la déesse chasseresse Artémis tandis que son père à la Titanide Léto.

## Source
- Nonnos de Panopolis, Dionysiaques [détail des éditions] [lire en ligne] (I, 28 ; XLIII, 420 ; XLVIII, 240 ; XLVIII, 264 ; XLVIII, 887).

## Note
1. ↑  Nonnos, XLVII/XLVIII et notes in édition gréco-française des Belles Lettres, 2003 [t. ?, p. ?].